# Ущерб (фильм)
«Ущерб» (англ. Damage) — кинофильм. Экранизация одноимённого романа Жозефины Харт (1942—2011 годы).

## Сюжет
Действие происходит в Лондоне. Доктор Стивен Флеминг — член британского Парламента и вполне успешен. Живёт приятной жизнью со своей семьёй — женой Ингрид и юной дочерью Салли. Старший сын Мартин живёт отдельно — он подающий надежды журналист. Однажды на вечеринке Стивен встречает молодую женщину Анну Бартон, которая представляется подругой его сына Мартина. За несколько минут она производит на него впечатление. Через некоторое время Мартин приезжает к родителям вместе с Анной и знакомит их со своей новой девушкой. Вскоре после этого Анна, несмотря на отношения с Мартином, звонит Стивену на работу и приглашает к себе на квартиру, где их взаимное притяжение переходит в интимную связь. Бурный роман грозит разрушить всё — и политическую карьеру Стивена, и его семью, и отношения с сыном. Политик готов бросить жену, чтобы остаться с возлюбленной. Но та предпочитает и далее встречаться тайно, под прикрытием брака с сыном. Она рассказывает Стивену, что когда ей было 15 лет, её брат покончил с собой из-за неразделённой любви к ней, а мать Анны проговаривается, что Мартин очень похож на её брата. Случайно Мартин раскрывает квартиру, где встречаются любовники, застаёт отца там с Анной и в ошеломлении падает в лестничный пролёт, разбиваясь насмерть. Любовная связь становится известной общественности и разрушает жизнь политика.

## В ролях
- Джереми Айронс — Стивен Флеминг
- Жюльет Бинош — Анна Бартон
- Миранда Ричардсон — Ингрид Флеминг
- Руперт Грейвс — Мартин Флеминг
- Петер Стормаре — Питер Уэтцлер
- Лесли Карон — Элизабет Придо
- Джулиан Феллоуз — Дональд Линдсей
- Дэвид Тьюлис — детектив
- Бенджамин Уитроу — государственный помощник

## Съёмочная группа
- Сценарист: Дэвид Хэа, Жозефин Харт
- Режиссёр: Луи Маль
- Оператор: Питер Бижу
- Композитор: Прайснер, Збигнев
- Художник: Брайан Моррис
- Монтаж: Джон Блум
- Продюсер: Луи Маль, Венсан Маль, Саймон Релф

## Достижения
- Миранда Ричардсон с ролью в этом фильме была номинирована на «Оскар» в категории «Лучшая женская роль второго плана»[1] и на «Золотой глобус» в такой же категории[2], а также получила премию BAFTA, опять же за лучшую женскую роль второго плана[3].

| Премия           | Категория                         | Номинант          | Результат |
| ---------------- | --------------------------------- | ----------------- | --------- |
| «Оскар»          | Лучшая женская роль второго плана | Миранда Ричардсон | Номинация |
| «Золотой глобус» | Лучшая женская роль второго плана | Миранда Ричардсон | Номинация |
| BAFTA            | Лучшая женская роль второго плана | Миранда Ричардсон | Победа    |
| «Сезар»          | Лучшая женская роль               | Жюльет Бинош      | Номинация |